# Альбергини, Джузеппе
Джузеппе Альбергини (итал. Giuseppe Alberghini; 13 сентября 1770, Ченто, Папская область — 30 сентября 1847, Рим, Папская область) — итальянский куриальный кардинал. Кардинал in pectore с 23 июня 1834 по 6 апреля 1835. Кардинал-священник с 6 апреля 1835, с титулом церкви Санта-Приска с 24 июля 1835.

## Ранние годы
Джузеппе Альбергини родился 13 сентября 1770 года, в Ченто, в митрополии Болоньи, что в Папской области. Альбергини выходец из семьи патрициата Болоньи, которая находилась на службе Римской курии. Джузеппе был сыном Франческо Альбергини и Клары Коми, у него так же был младший брат Иньяцио Альбергини, которого некоторые авторы называют квазикардиналом, так по некоторым данным он отказался от кардинальского сана предложенного ему Папой Пием IX.
Образование Джузеппе Альбергини получил в Клементинской семинарии Ченто, а также в Болонском университете (доктор права); закончил своё обучение в Риме.
Когда был рукоположен в священника неизвестно. Занимал видные посты в Римской курии, был членом Коллегии консисторских адвокатов, аудитором Верховного Трибунала Апостольской Сигнатуры, заместителем декана Апостольской Палаты, асессором Священной Конгрегации Римской и Вселенской Инквизиции и каноником патриаршей Ватиканской базилики.

## Кардинал
Возведён в кардиналы и сохранён in pectore на консистории от 23 июня 1834 года, объявлен на консистории от 6 апреля 1835 года. Получил красную шапку 9 апреля 1835 года и титулярную церковь Святой Приски 24 июля 1835 года. 
Участвовал в Конклаве 1846 года, на котором был избран Папа Пий IX.
Скончался кардинал Джузеппе Альбергини 30 сентября 1847 года, в Риме. Тело было выставлено для прощания и погребено, согласно его воле, в церкви Иль-Джезу, Папа Пий IX присутствовал на его похоронах.